# Hans-Joachim Heßler (Richter)

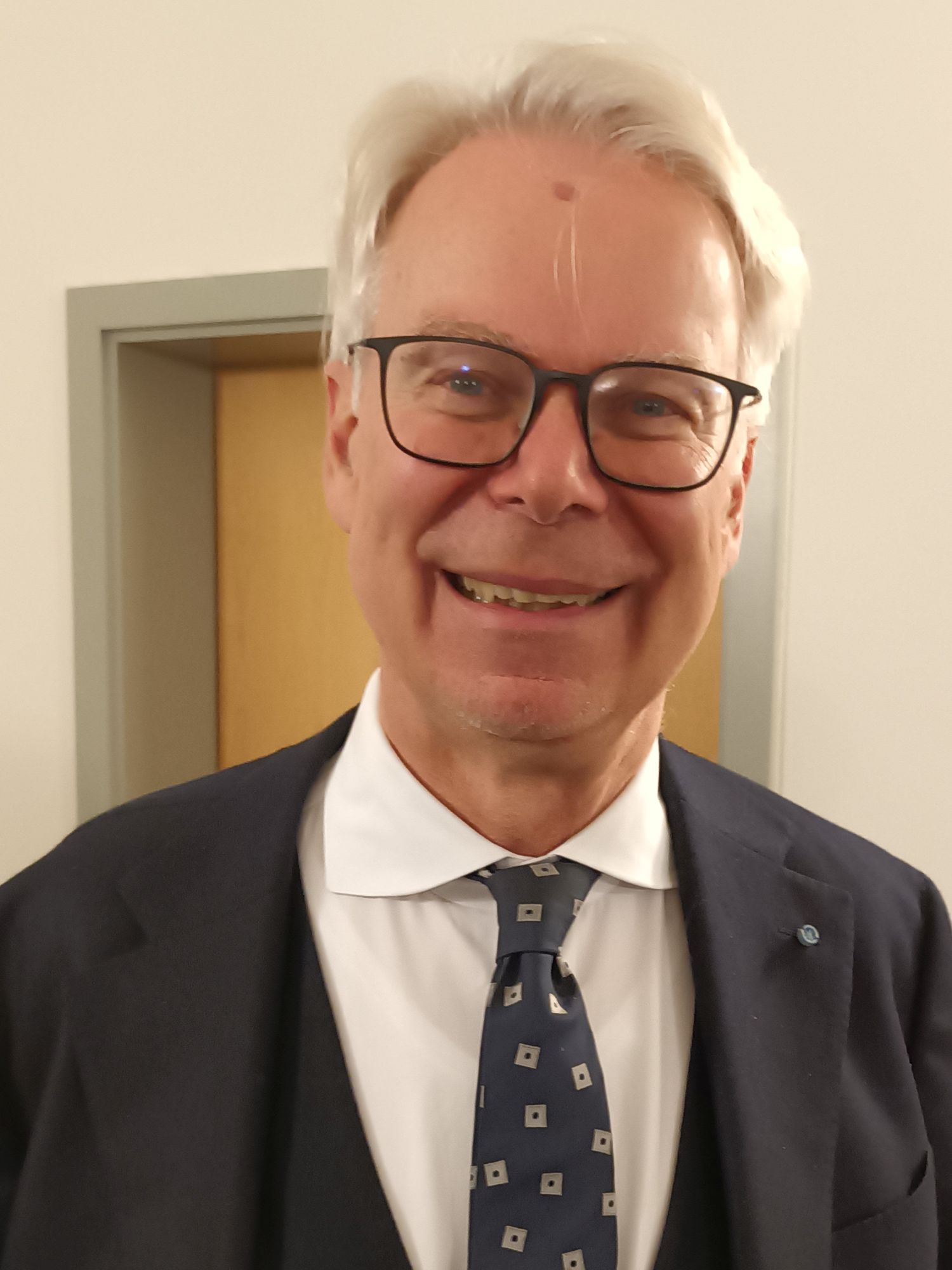
Hans-Joachim Heßler bei der Juristischen Studiengesellschaft Regensburg am 19. November 2024

Hans-Joachim Heßler (* 16. März 1958) ist ein deutscher Jurist. Er ist Präsident des Oberlandesgerichts München und des Bayerischen Verfassungsgerichtshofs. Heßler war der erste Präsident des Bayerischen Obersten Landesgerichts nach dessen Wiedererrichtung 2018.

## Leben und Wirken
Nach dem Studium der Rechte und Promotion an der Ludwig-Maximilians-Universität München wurde er 1985 als Mitarbeiter in der Abteilung für Bürgerliches Recht im bayerischen Justizministerium eingesetzt. Nach einer Tätigkeit als Staatsanwalt bei der Staatsanwaltschaft München I und als Richter am Amtsgericht München wechselte er 1990 erneut in das bayerische Justizministerium als Mitarbeiter in der Personalabteilung, ab 1994 als Leiter eines Referats in der Abteilung für Bürgerliches Recht. 2000 bis 2001 war er als Richter am Oberlandesgericht München tätig. Später übernahm er die Leitung des Referats für Familien- und Erbrecht, 2006 des Referats für Zivilprozessrecht. Mit Wirkung vom 6. Oktober 2008 wurde er zum Vizepräsidenten des Oberlandesgerichts München ernannt, ab 1. Juli 2012 war er Präsident des Landgerichts München I. Er war vom 15. September 2018 bis 30. September 2021 Präsident des wiedererrichteten Bayerischen Obersten Landesgerichts. Seit 1. Oktober 2021 ist er Präsident des Oberlandesgerichts München und des Bayerischen Verfassungsgerichtshofs.

## Werke
Heßler ist Mitautor mehrerer zivilprozessualer Standardwerke, so des Zöller und des Münchener Kommentars zur Zivilprozessordnung, Band 2, §§ 355–945b.

## Auszeichnungen
- 2024: Bayerischer Verdienstorden